# 放浪
《放浪》 (英語：Sweet Degeneration)是台灣導演林正盛於1997年的電影作品，並獲選為第48屆柏林國際影展正式競賽片。

## 劇情
剛退伍的春生返回父親經營的宮廟，偷走父親的錢後在一間又一間的賓館過夜召妓，他心中對於薩克斯風有憧憬，無奈總是零星接到在葬禮吹奏的場子；春生的姐姐如芬擔任服裝設計師，丈夫阿欽在岳父經營的廟裡幫忙，如芬與阿欽維持名存實亡的婚姻關係分居中。寂寞獨居的如芬只有貓陪，時常陷入過往的記憶，年少時與情人阿海私奔的甜蜜，以及與弟弟春生曾有段過於親密的接觸。

## 演員
- 李康生 - 林春生
- 陳湘琪 - 林如芬
- 張本渝 - 陳美麗
- 陳錫煌 - 林父
- 林吉隆 - 阿欽
- 戴立忍 - 阿海

## 外部連結
- 互联网电影数据库（IMDb）上《放浪》的资料（英文）
- 爛番茄上《放浪》的資料（英文）